# Римско-немачки краљ
Краљ Римљана (лат. Rex Romanorum) је био назив који се користи од стране немачког цара након његовог избора од стране принчева из владавине Хајнриха II Светог (1002-1024, цар од 1014) па надаље. Титула је претежно ишла уз титулу цар Светог римског царства, титула која је дуго зависила од крунисања папе.
Титула се првобитно односила на било којег изабраног немачког краља који још није добио царске регалије и титулу цара у рукама папе. Касније се користило искључиво за именовање наследника царског престола између његовог избора (током живота седећег цара) и његовог наследства по царевој смрти. Титула је функционално застарела укидањем захтева да папе крунише цареве 1508. године, али је наставила да се користи као део царских формалних титула до краја Царства 1806. године.
Стварни наслов варирао је током времена. Током отонског периода био је то краљ Франака (немачки: König der Franken, латински: Rex Francorum), од касног салијског периода римски краљ (Römischer König) или краљ Римљана (немачки: König der Römer, лат. : Rex Romanorum). У модерном периоду је у употребу ступио наслов Краљ у Немачкој (нем. König in Germanien, лат. Germaniae Rex). Коначно, модерна немачка историографија успоставила је термин римско-немачки краљ (Römisch-deutscher König) да би га разликовала како од класичног римског цара, тако и од модерног (Другог рајха) немачког цара.
Наслов „немачки краљ“ појављује се повремено у енглеским текстовима, али ретко у немачким изворима, јер никада није постојала де јуре Краљевина Немачка.

## Прво француско царство
Када је Наполеон I, француски цар, добио сина и наследника Наполеона II (1811 – 32), оживео је титулу краља Рима (Roi de Rome), стилизујући свог сина као таквог при рођењу. Дечак је током свог кратког живота био често колоквијално познат под овом титулом. Међутим, од 1818. па надаље, цар Фрања I Аустријски званично му се обраћао као војводом од Рајхштата.